# Frans kampioenschap rally
Het Frans kampioenschap rally is een jaarlijks kampioenschap in de rallysport, gehouden in Frankrijk. Het kampioenschap wordt door de Fédération française du sport automobile (FFSA) georganiseerd en wordt over meerdere rondes verreden om uit te maken wie er kampioen wordt. Er zijn twee aparte kampioenschappen opengesteld, specifiek voor rally's op asfalt en op onverhard.

## Lijst van winnaars

#### Asfalt
| Seizoen | Rijder              | Auto                        |
| ------- | ------------------- | --------------------------- |
| 2017    | Yoann Bonato        | Citroën DS3 R5              |
| 2016    | Sylvain Michel      | Škoda Fabia R5              |
| 2015    | Jean-Marie Cuoq     | Citroën C4 WRC              |
| 2014    | Julien Maurin       | Ford Fiesta RS WRC          |
| 2013    | Julien Maurin       | Ford Fiesta RS WRC          |
| 2012    | Jean-Marie Cuoq     | Ford Focus RS WRC 09        |
| 2011    | Gilles Nantet       | Porsche 996 GT3             |
| 2010    | Bryan Bouffier      | Peugeot 207 S2000           |
| 2009    | Guillaume Canivenq  | Peugeot 207 S2000           |
| 2008    | Dany Snobeck        | Peugeot 307 WRC             |
| 2007    | Patrick Henry       | Peugeot 307 WRC             |
| 2006    | Nicolas Vouilloz    | Peugeot 307 WRC             |
| 2005    | Nicolas Bernardi    | Peugeot 206 WRC             |
| 2004    | Stéphane Sarrazin   | Subaru Impreza WRC2003      |
| 2003    | Alexandre Bengué    | Peugeot 206 WRC             |
| 2002    | Benoît Rousselot    | Subaru Impreza WRC2001      |
| 2001    | Sébastien Loeb      | Citroën Xsara Kit Car       |
| 2000    | Philippe Bugalski   | Citroën Xsara T4            |
| 1999    | Philippe Bugalski   | Citroën Xsara Kit Car       |
| 1998    | Philippe Bugalski   | Citroën Xsara Kit Car       |
| 1997    | Gilles Panizzi      | Peugeot 306 Maxi            |
| 1996    | Gilles Panizzi      | Peugeot 306 Maxi            |
| 1995    | Patrick Bernardini  | Ford Escort RS Cosworth     |
| 1994    | Patrick Bernardini  | Ford Escort RS Cosworth     |
| 1993    | Bernard Béguin      | Ford Escort RS Cosworth     |
| 1992    | Bernard Béguin      | Ford Sierra RS Cosworth 4x4 |
| 1991    | Bernard Béguin      | Ford Sierra RS Cosworth 4x4 |
| 1990    | François Chatriot   | BMW M3                      |
| 1989    | François Chatriot   | BMW M3                      |
| 1988    | Didier Auriol       | Ford Sierra RS Cosworth     |
| 1987    | Didier Auriol       | Ford Sierra RS Cosworth     |
| 1986    | Didier Auriol       | MG Metro 6R4                |
| 1985    | Guy Fréquelin       | Opel Manta 400              |
| 1984    | Jean Ragnotti       | Renault 5 Turbo             |
| 1983    | Guy Fréquelin       | Opel Manta 400              |
| 1982    | Jean-Luc Thérier    | Renault 5 Turbo             |
| 1981    | Bruno Saby          | Renault 5 Turbo             |
| 1980    | Jean Ragnotti       | Renault 5 Alpine            |
| 1979    | Bernard Béguin      | Porsche 911 SC              |
| 1978    | Bernard Darniche    | Lancia Stratos HF           |
| 1977    | Guy Fréquelin       | Alpine-Renault A310 V6      |
| 1976    | Bernard Darniche    | Lancia Stratos HF           |
| 1975    | Jacques Henry       | Alpine-Renault A110 1800    |
| 1974    | Jacques Henry       | Alpine-Renault A110 1800    |
| 1973    | Jean-Luc Thérier    | Alpine-Renault A110 1800    |
| 1972    | Bernard Darniche    | Alpine-Renault A110 1800    |
| 1971    | Jean-Pierre Nicolas | Alpine-Renault A110 1600    |
| 1970    | Jean-Claude Andruet | Alpine-Renault A110 1600    |
| 1969    | Jean Vinatier       | Alpine-Renault A110 1440    |
| 1968    | Jean-Claude Andruet | Alpine-Renault A110 1440    |
| 1967    | Bernard Consten     | Alfa Romeo Giulia GTA       |

#### Onverhard
| Seizoen | Rijder                      | Auto                                         |
| ------- | --------------------------- | -------------------------------------------- |
| 2017    | Jordan Berfa                | Hyundai i20 R5                               |
| 2016    | Jean-Marie Cuoq             | Citroën C4 WRC                               |
| 2015    | Jean-Marie Cuoq             | Citroën C4 WRC                               |
| 2014    | Jean-Marie Cuoq             | Citroën C4 WRC                               |
| 2013    | Jean-Marie Cuoq             | Citroën C4 WRC                               |
| 2012    | Germain Bonnefis            | Peugeot 207 S2000                            |
| 2011    | Simon Jean-Joseph           | Citroën Xsara WRC/Peugeot 207 S2000          |
| 2010    | Jean-Marie Cuoq             | Peugeot 206 WRC/Peugeot 307 WRC              |
| 2009    | Dominique Bruyneel          | Subaru Impreza WRC99                         |
| 2008    | Thomas Privé                | Mitsubishi Lancer Evo IX                     |
| 2007    | Jean-Marie Cuoq             | Peugeot 307 WRC                              |
| 2006    | Jean-Marie Cuoq             | Peugeot 307 WRC                              |
| 2005    | Jean-Marie Cuoq             | Peugeot 206 WRC                              |
| 2004    | Michel Sambourg             | Subaru Impreza WRC99                         |
| 2003    | Jean-Pierre Richelmi        | Ford Focus WRC                               |
| 2002    | Eric Rousset Gilbert Magaud | Subaru Impreza WRC Lancia Delta HF Integrale |
| 2001    | Jean-François Mourgues      | Subaru Impreza WRC99                         |
| 2000    | Pierre Colard               | Seat Córdoba WRC                             |
| 1999    | Frédéric Dor                | Subaru Impreza WRC98                         |
| 1998    | Christophe Spiliotis        | Subaru Impreza 555                           |
| 1997    | François Chauche            | Ford Escort RS Cosworth                      |
| 1996    | François Chauche            | Lancia Delta HF Integrale                    |
| 1995    | Jean-Pierre Richelmi        | Toyota Celica Turbo 4WD                      |
| 1994    | Olivier Bosch               | Lancia Delta HF Integrale                    |
| 1993    | Jean-Pierre Richelmi        | Toyota Celica GT-Four                        |
| 1992    | Jean-Michel Wolff           | Lancia Delta HF Integrale                    |
| 1991    | Bruno Saby                  | Lancia Delta Integrale 16V                   |
| 1990    | Bruno Saby                  | Lancia Delta Integrale 16V                   |
| 1989    | Maurice Chomat              | Citroën Visa 1000 Pistes                     |
| 1988    | Joël Royer                  | Citroën Visa 1000 Pistes                     |
| 1987    | Francis Bondil              | Citroën Visa 1000 Pistes                     |
| 1986    | Christian Dorche            | Citroën Visa 1000 Pistes                     |
| 1985    | François Chauche            | Citroën Visa 1000 Pistes                     |
| 1984    | Niet gehouden.              | Niet gehouden.                               |
| 1983    | Niet gehouden.              | Niet gehouden.                               |
| 1982    | Niet gehouden.              | Niet gehouden.                               |
| 1981    | Alain Coppier               | Renault 5 Alpine                             |
| 1980    | Jean-Luc Thérier            | Toyota Celica 2000GT                         |
| 1979    | Jean-Luc Thérier            | Toyota Celica 2000GT                         |